# Georg Joel

Georg Joel

Georg Karl Joel (* 8. August 1898 in Wilhelmshaven; † 10. Oktober 1981 in Rastede) war ein deutscher Politiker (NSDAP, später DRP). Er war von 1932 bis 1933 Landtagspräsident von Oldenburg und während der Zeit des Nationalsozialismus Ministerpräsident des Landes, zudem von 1936 bis 1945 auch Mitglied des Deutschen Reichstages. Nach dem Zweiten Weltkrieg zog er in den Landtag des Bundeslandes Niedersachsen ein.

## Leben
Joel wurde als Sohn eines Schlossers geboren. Nach dem Besuch der Oberrealschule in Wilhelmshaven war er vom November 1914 bis April 1917 bei der Großherzoglich-Oldenburgischen Eisenbahn. Vom 1. Mai 1917 bis Dezember 1918 nahm er als Unteroffizier am Ersten Weltkrieg teil, wo er an der Westfront im Feld-Artillerie-Regiment 62 eingesetzt wurde. Nach dem Krieg war er Eisenbahnbeamter im mittleren gehobenen Dienst, Reichsbahnobersekretär und zuletzt (1933) Reichsbahninspektor.
Joel war Angehöriger diverser völkischer Verbände (z. B. ab 1920 im Deutschvölkischen Schutz- und Trutzbund). 1922 trat er in die NSDAP ein. Am 6. April 1925 gründete er mit anderen die NSDAP-Ortsgruppe Oldenburg. Nach dem NSDAP-Verbot bzw. dessen Aufhebung trat er zum 12. August 1925 erneut der NSDAP bei (Mitgliedsnummer 15.490), für die er u. a. als Pressewart in Oldenburg tätig war. Joel war Träger des Goldenen Parteiabzeichens der NSDAP.
Joel war von November 1930 bis März 1933 Ratsmitglied der Stadt Oldenburg und wurde 1931 in den Oldenburgischen Landtag gewählt, dem er bis 1933 angehörte. Vom 16. Juni 1932 bis zum 6. Mai 1933 amtierte er als Präsident des Landtages. In diese Zeit fiel die sog. Kwami-Affäre, bei der Joel als rüder Rassist gegen eine geplante Predigt des ghanaischen Pastors Robert Kwami in der Lambertikirche einschritt. Vom März bis 5. Mai 1933 war er kurzfristig Staatskommissar zur besonderen Verwendung in Oldenburg. Nach der Ernennung Carl Rövers zum Reichsstatthalter amtierte Joel vom 6. Mai 1933 bis April 1945 als Ministerpräsident des Freistaates Oldenburg. Gleichzeitig übernahm er die Leitung der Ministerien für Auswärtiges, Inneres, Handel und Verkehr. Zudem wurde er Mitglied im Kulturrat des Deutschen Ausland-Instituts.
Zwischen August 1932 und 1945 war er stellvertretender Gauleiter des Parteigaues Weser-Ems. Außerdem war er von 1936 bis 1945 Mitglied des Deutschen Reichstages. Von 1937 bis zum 30. Januar 1939 sowie von November 1943 bis 1945 fungierte er als Gaupersonalamtsleiter der NSDAP-Gauleitung Weser-Ems. Vom 1. September 1939 bis November 1942 war Joel Reichsverteidigungsreferent im Gau Weser-Ems sowie ab 22. September 1939 als Befehlsleiter der NSDAP Mitglied des Verteidigungsausschusses im Wehrkreis XI.
In der SA war er (9. November 1937) Brigadeführer und ehrenamtlicher SA-Führer z. B. der SA-Gruppe Nordsee,
ehrenamtlicher Bezirksführer des Landesverbands für die Kriegsgräberfürsorge.
Im Jahr 1937 fungierte Joel als Überleitungskommissar bei der Zusammenlegung der Städte Wilhelmshaven und Rüstringen.
Von 1940 bis Kriegsende wohnte er mit seiner Familie im heutigen Karl-Jaspers-Haus.
Ab 5. Dezember 1944 wurde Joel für den Kriegsdienst in der Infanterie-Geschütz-Ersatz- und Ausbildungs-Kompanie 22 reaktiviert. Er erhielt das Kriegsverdienstkreuz I. und II. Klasse ohne Schwerter und das Luftschutzehrenzeichen 1. Stufe.
Anfang Mai 1945 gehörte Joel kurzfristig der Regierung Dönitz an, bevor er am 27. des Monats verhaftet und im Internierungslager Esterwegen und in Rotenburg interniert wurde. Am 5. Juli 1946 erfolgte aus gesundheitlichen Gründen seine Entlassung aus der Internierung. Im Entnazifizierungsverfahren 1950 wurde er in die Gruppe III eingestuft und am 16. Juni 1949 vom Spruchgericht Bielefeld zu zwei Jahren Gefängnis verurteilt, wobei jedoch die Internierungszeit angerechnet wurde.
Am 19. April 1950 wurde Joel zum Handelsvertreter in Oldenburg zugelassen. 1955 schloss er sich der Deutschen Reichspartei (DRP) an. In der dritten Wahlperiode war er für die DRP vom 6. Mai 1955 bis zum 5. Mai 1959 Mitglied des Niedersächsischen Landtages (von 1955 bis 1957 in der DRP-Fraktion, von 1957 bis 1959 in der FDP-GB/BHE Fraktion). Im Landtag gehörte er vom 4. Dezember 1957 bis 5. Mai 1959 Mitglied im Unterausschuss für Fragen des Beamtenrechts. Außerdem war er von Mai 1955 bis Oktober 1957 und von Juni 1958 bis 5. Mai 1959 Sprecher der DRP im Landtag.
1956 wurde Joel Stadtrat und Ratsherr der Stadt Oldenburg.
Von 1957 bis 1959 sowie 1963/64 war er Mitglied des Parteivorstands der DRP. 1961 war er stellvertretender Vorsitzender des DRP-Landesverbandes Niedersachsen. Nach Gründung der NPD im Jahr 1964 war er Mitglied in deren Parteivorstand sowie Redakteur von deren Wochenzeitung Deutsche Nachrichten. 1967 war er Gesellschafter der Deutschen Nachrichten GmbH. 1979/80 tat er sich dadurch hervor, dass er die Anbringung einer Gedenktafel im ehemaligen Konzentrationslager Esterwegen bekämpfte.
Bis zuletzt gehörte Joel zu den hartnäckigen und uneinsichtigen Parteifunktionären und leugnete den verbrecherischen Charakter des nationalsozialistischen Regimes.